# Danny McFarlane
Danny McFarlane (ur. 14 czerwca 1972 w Saint Mary) – jamajski lekkoatleta, sprinter, płotkarz, wielokrotny medalista igrzysk olimpijskich i Mistrzostw Świata.
W 2012 ogłosił zakończenie kariery sportowej.

## Osiągnięcia
Przez pierwszą połowę kariery biegał głównie na 400 metrów, osiągając kilka znaczących wyników:
- 8. miejsce na Igrzyskach Olimpijskich (Sydney 2000)
- brązowy medal podczas Halowych Mistrzostw Świata w Lekkoatletyce (Lizbona 2001)

Po mało udanym sezonie 2002 McFarlane postanowił zmienić konkurencję i zaczął biegać 400 metrów przez płotki. Dystans ten przyniósł mu liczne sukcesy :
- 4. miejsce podczas Mistrzostw Świata w Lekkoatletyce (Paryż 2003)
- 3. miejsce w Światowym Finale IAAF (Monako 2003)
- srebrny medal na igrzyskach olimpijskich (Ateny 2004)
- 4. miejsce podczas igrzysk olimpijskich (Pekin 2008)
- 2. miejsce na Światowym Finale IAAF (Stuttgart 2008)

Duża liczba medali zdobytych przez McFarlane’a związana jest z występami w sztafecie 4 x 400 metrów razem z kolegami z reprezentacji Jamajki:
- srebro podczas Mistrzostw Świata w Lekkoatletyce (Göteborg 1995)
- brąz na Mistrzostwach Świata w Lekkoatletyce (Ateny 1997)
- srebro podczas Mistrzostw Świata w Lekkoatletyce (Sewilla 1999) - po dyskwalifikacji pierwszej na mecie sztafety USA
- złoto podczas Igrzysk panamerykańskich (Winnipeg 1999)
- srebro (po dyskwalifikacji pierwszych na mecie Amerykanów za doping jednego z biegaczy) na Igrzyskach Olimpijskich (Sydney 2000)
- brąz podczas Halowych Mistrzostw Świata w Lekkoatletyce (Lizbona 2001)
- brąz podczas Mistrzostw Świata w Lekkoatletyce (Edmonton 2001)
- złoto na Halowych Mistrzostwach Świata w Lekkoatletyce (Birmingham 2003)
- srebro podczas Mistrzostw Świata w Lekkoatletyce (Paryż 2003) - po dyskwalifikacji pierwszej na mecie sztafety USA

## Rekordy życiowe
- bieg na 400 metrów – 44,90 (1995)
- bieg na 400 metrów przez płotki – 48,00 (2004)